# Жінки (фільм, 1966)
«Жінки» (рос. «Женщины») — радянська мелодрама 1965 року з трьох новел за однойменним оповіданням Ірини Велембовської. Прем'єра відбулася 7 березня 1966 року. Один з лідерів радянського кінопрокату 1966 року — 36,6 млн чоловік (6-е місце).

## Сюжет
Про три покоління жінок — працівниць меблевої фабрики, про їхню любов, про радощі і печалі розповідає цей фільм.
Дуся Кузіна приїжджає на початку п'ятдесятих з села в місто, випадково знайомиться з робітницею меблевої фабрики Катериною Тимофіївною Бєдновою — вдовою з сином, яка селить її у себе і допомагає влаштуватися працювати на фабрику. Через деякий час Євдокія починає зустрічатися з відомим всій фабриці Юрієм. Їхні стосунки закінчуються невдалим абортом, і Євдокія дізнається, що дітей у неї вже не буде.
Через кілька років дівчина Аля (Алевтина) Ягодкіна з Дусіного села хоче виїхати з Віктором — міським хлопцем, який приїхав в село у відрядження. Мати вмовляє дочку і Віктора спочатку оформити свої відносини. Віктор погоджується, але з'являється тільки через два місяці. Алевтина проганяє його і зізнається матері в тому, що вагітна. Приблизно через рік після народження сина мати Алевтини просить приїхавшу у відпустку Євдокію влаштувати її доньку на ту ж фабрику, тому що майбутнього в селі у матері-одиначки немає. Алевтина їде з Євдокією в місто, а сина залишає з матір'ю.
Катерина Тимофіївна, яка вже керує фабричним профспілковим комітетом, випадково дізнається, що Євдокія тримає Алевтину в ученицах довше, ніж передбачалося і до того ж бере з неї плату за житло. Катерина Тимофіївна починає опікати Алевтину, запрошує її до себе додому на зустріч Нового року і знайомить зі своїм сином-студентом Євгеном. Вони починають зустрічатися, але Аля не повідомляє Євгену про те, що у неї є дитина. Мати проти відносин єдиного сина з матір'ю-одиначкою, і розповідає синові про дитину Алевтини. Але Євген не збирається відмовлятися від Алі. Скориставшись від'їздом сина на практику, Катерина Тимофіївна затіває сувору розмову з Алевтиною. Та йде з фабрики і повертається в село. Євдокія викриває Катерину Тимофіївну — любляча, але справедлива мати розуміє, що вчинила неправильно. Вона їде в село, біля криниці зустрічає жінку похилого віку з хлопчиком і здогадується, що це мати Алевтини і її син.

## У ролях
- Ніна Сазонова —  Катерина Тимофіївна Бєднова, голова фабкома
- Інна Макарова —  Євдокія (Дуся) Миколаївна Кузіна
- Галина Яцкіна —  Алевтина (Аля) Павлівна Ягодкіна
- Віталій Соломін —  Женя, син Катерини
- Надія Федосова —  тітка Груша, мати Алі
- Валентина Владимирова —  Ліза, співробітниця фабрики, подруга Катерини
- Віктор Мізін —  Віктор, батько Славіка
- Петро Любешкін —  Костянтин Іванович, майстер
- Петро Полєв —  Дмитро Миколайович Полєв, лектор
- Ірина Мурзаєва —  ліфтерша
- Люсьєна Овчинникова —  Анечка, працівниця меблевої фабрики

## Знімальна група
- Автори сценарію —  Ірина Велембовська і  Будимир Метальников
- Режисер-постановник —  Павло Любимов
- Оператори-постановники — Василь Дульцев,  Марк Осеп'ян
- Композитор —  Ян Френкель
- Автори віршів —  Костянтин Ваншенкін, Михайло Танич
- Художник-постановник —  Арсеній Клопотовський
- Декорації — А. Іващенко
- Звукорежисер — Леонард Бухов
- Монтаж — К. Малинська
- Костюми — К. Русанова
- Директор — Володимир Макаров